# Tái du nhập loài sói
Trả sói về môi trường tự nhiên là việc đưa các cá thể sói xám đến những khu vực mà loài sói bản địa đã bị tuyệt chủng. Việc trả sói về môi trường tự nhiên này chỉ được xem xét tiến hành khi vùng đất đó vẫn còn những điều kiện như là một vùng đất rộng lớn có môi trường hoang dã và một số loài động vật đóng vai trò là con mồi với số lượng phong phú để hỗ trợ cho một quần thể sói với số lượng được xác định trước.

## Arizona và New Mexico
Năm con sói xám Mexico hoang dã cuối cùng được đã bị bắt vào năm 1980 theo thỏa thuận giữa Hoa Kỳ và Mexico nhằm cứu các phân loài sói đang bị đe dọa về bảo tồn ở mức độ nghiêm trọng. Trong khoảng thời gian từ năm 1982 đến năm 1998, một chương trình nhân giống nuôi nhốt toàn diện đã đưa loài sói Mexico trở lại từ bờ vực tuyệt chủng. Hơn 300 con sói Mexico bị nuôi nhốt chỉ là một phần của chương trình này.
Tuy nhiên, mục tiêu cuối cùng của việc chăm sóc những con sói này là đưa loài sói trở lại các khu vực trong phạm vi sinh sống trước đây của chúng. Vào tháng 3 năm 1998, chiến dịch đưa sói về lại môi trường tự nhiên đã được khởi động bằng việc đưa ba đàn sói vào Rừng Quốc gia Apache-Sitgreaves ở Arizona và mười một con sói vào Khu vực hoang dã Blue Range của New Mexico. Ngày nay, có thể có đến 100 cá thể sói Mexico hoang dã ở Arizona và New Mexico. Mục tiêu cuối cùng cho sự phục hồi của sói Mexico là biến chúng trở thành một quần thể hoang dã, có thể tự sinh tồn và có số lượng ít nhất là 300 cá thể.